# Millennium (stripreeks)
Millennium is een historische stripreeks, getekend door François Miville-Deschênes en geschreven door Richard D. Nolange. De reeks bestaat uit zes delen, waarvan vijf in het Nederlands taalgebied tussen 2006 en 2019 werden uitgebracht door uitgeverij Arboris. Het zesde deel verscheen tot nu toe alleen in het Franse taalgebied in 2015. 

## Historische context
De reeks speelt zich af halverwege de middeleeuwen rondom het jaar 1000, binnen een duidelijk historisch kader, maar kent daarnaast ook fantastische elementen als tovenaars, vampiers en luchtgeesten. Het verhaal volgt niet altijd even correct de loop van de geschiedenis.In de strip keert Hugo Capet in de herfst van het 997, terug uit het rijk der doden elf maanden nadat zijn zoon was gestorven. In werkelijkheid overleed Hugo Capet in 996 en werd hij opgevolgd door Robert de Heilige. 

## Verhaal
Als het jaar 1000 nadert, neemt de paniek onder de mensheid toe en zoekt men toevlucht bij relieken. De hoofdpersonen Raedwald de Sax en zijn metgezel Arnulf reizen langs kloosters, kerken en kastelen en handelen in deze relikwieën. Onderweg raken zij betrokken bij een bloederig complot.

## Albums
| Nummer | Titel                        | Verschenen | Uitgeverij |
| ------ | ---------------------------- | ---------- | ---------- |
| 1      | De honden van god            | 2006       | Arboris    |
| 2      | Het geraamte van de engelen  | 2012       | Arboris    |
| 3      | De adem van de duivel        | 2013       | Arboris    |
| 4      | Het vergiftigde evangelie    | 2006       | Arboris    |
| 5      | De schaduw van de antichrist | 2019       | Arboris    |
| 6      | L'orpheline de Catane        |            |            |